# Entier cyclotomique
Pour les articles homonymes, voir Entier.
En théorie des nombres, un entier cyclotomique est un entier algébrique appartenant à un corps cyclotomique ℚ(ζ).
Ces nombres ont été très étudiés par Kummer, qui montra en 1844 que l'anneau ℤ[ζ] des entiers algébriques de ℚ(ζ) ne satisfait pas toujours l'existence de la décomposition en facteurs premiers.

## Définition équivalente
L'anneau de tous les entiers cyclotomiques est constitué des combinaisons linéaires à coefficients entiers relatifs de racines de l'unité. En effet, si n est un multiple commun des ordres de ces racines et ζ une racine primitive n-ième de l'unité, une telle combinaison appartient à ℤ[ζ].
Remarque : l'anneau ℤ[ζ] a pour ℤ-base : (1, ζ, ζ2, … , ζφ(n)–1). Par exemple si n = 3 : (1, j).

## Note et référence
1. ↑  (en) James Fraser McKee et Chris Smyth, Number Theory and Polynomials, Cambridge University Press, 2008, 349 p. (ISBN 978-0-521-71467-9, lire en ligne), p. 12.